# Erebia youngi
Espèce
Erebia youngi est une espèce de papillons de la famille des Nymphalidae, de la sous-famille des Satyrinae et du genre Erebia.

## Dénomination
Erebia youngi a été nommé par William Jacob Holland (d) en 1900.

### Nom vernaculaire
Il se nomme en anglais Yukon Alpine ou Four-dotted Alpine,.

### Sous-espèces
- Erebia youngi herscheli Leussler, 1935 ;
- Erebia youngi rileyi dos Passos, 1947 ;

## Description
Erebia youngi est un papillon de taille moyenne, d'une envergure de 35 à 44 mm, marron foncé avec sur l'aile antérieure une bande submarginale de cinq taches orange pupillées de noir, taches pouvant être fusionnées en une bande orange.

## Biologie

### Période de vol et hivernation
Il vole en une génération en juin et juillet.

### Plantes hôtes
Les plantes hôtes des chenilles seraient des graminées.

## Écologie et distribution
Il est présent dans l'extrême Nord-Est de l'Asie et en Amérique du Nord, en Alaska et dans l'Ouest du Canada, Ouest du Yukon et Territoires du Nord-Ouest,.

### Biotope
Il réside dans la toundra sèche à graminées courtes.

### Protection
Statut non connu.